# Dahesh Museum of Art

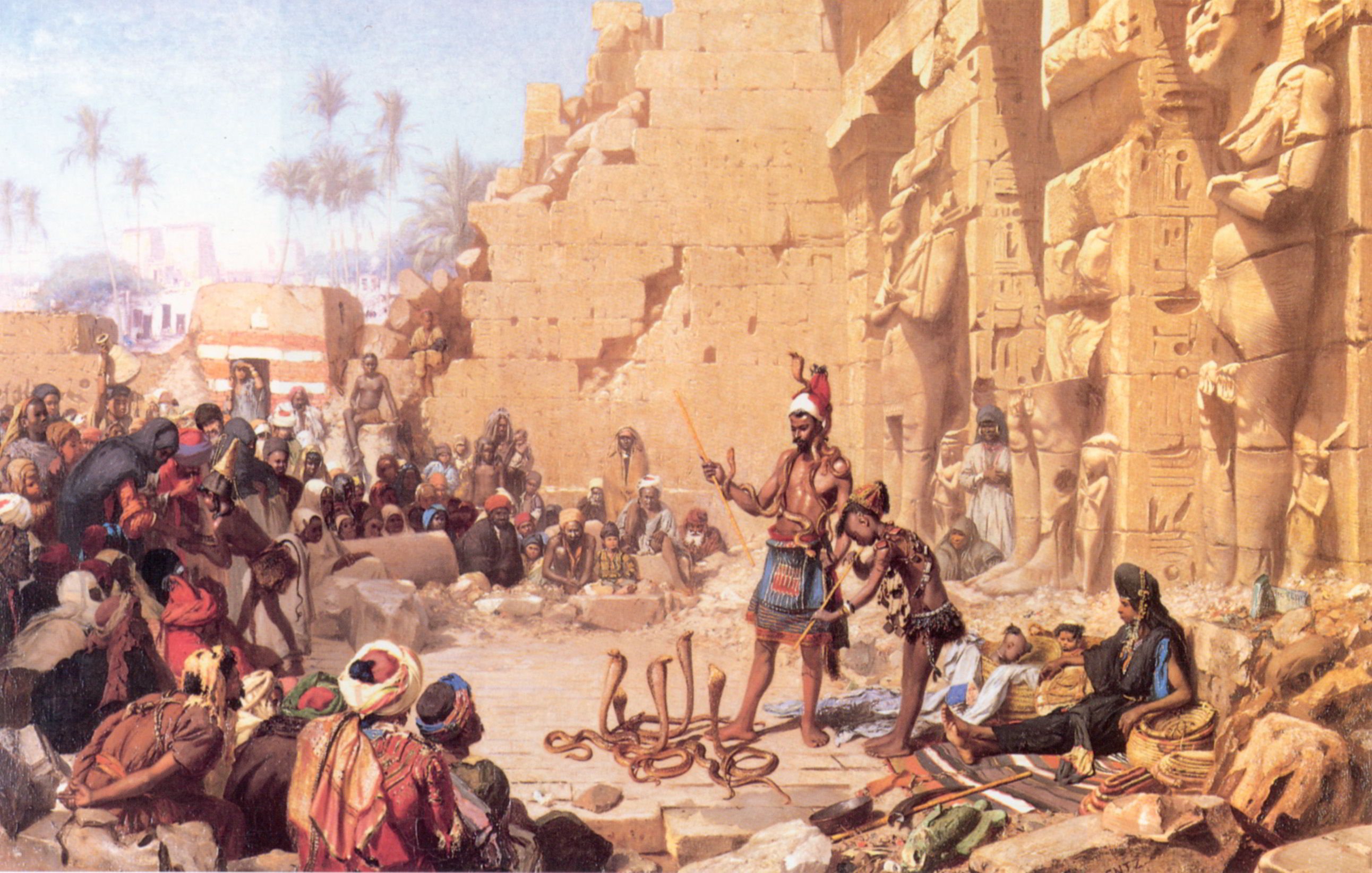
Wilhelm Gentz: Snake Charmer (Orientalistisches Gemälde eines Schlangenbeschwörers) in Medinet Habu, in der Nähe von Luxor, Ägypten, 1872

Das Dahesh Museum of Art in New York City ist das einzige Museum in den Vereinigten Staaten, das sich der Sammlung und Ausstellung europäischer akademischer Kunst des 19. und 20. Jahrhunderts widmet.

## Geschichte
Das Museum wurde 1995 an der Fifth Avenue in New York eröffnet. Es widmet sich der europäischen akademischen Kunst des 19. und frühen 20. Jahrhunderts und untersucht deren Einfluss auf die Kunstwelt. Das Museum hat sich zum Ziel gesetzt, dieser Tradition, die lange Zeit an den Rand der Kunstgeschichte gedrängt wurde, neue Aufmerksamkeit zu verschaffen. Das Dahesh Museum of Art ist eine gemeinnützige Organisation nach §501(c)3 des amerikanischen Steuerrechts. Während seiner achtjährigen Präsenz an der Fifth Avenue präsentierte das Museum 23 Ausstellungen auf einer Fläche von nur 167 Quadratmetern. Im Jahr 2003 zog das Museum an die Madison Avenue um, wo mehr Platz für Ausstellungen und die wachsende permanente Sammlung zur Verfügung stand. Dort eröffnete es mit der von der Kritik hoch gelobten Ausstellung French Artists in Rome: Ingres to Degas, 1803–1873.
2007 schloss das Museum seine Räume in der Madison Avenue und begann als „Museum ohne Wände“ zu arbeiten. Seitdem reist die Sammlung zu verschiedenen Institutionen auf der ganzen Welt. Im Jahr 2012 wurden ein neues Büro und ein öffentlicher Programmbereich am Hudson Square in Manhattan eröffnet, wo auch Veranstaltungen und Bildungsprogramme stattfinden.
Die Sammlung geht auf den libanesischen Schriftsteller und Kunstsammler Dr. Dahesh (Salim Moussa Achi, 1909–1984) zurück. Er begann um 1930 mit dem Sammeln von Kunstwerken und setzte diese Tätigkeit bis zu seinem Lebensende fort. Seine Sammlung bildet den Grundstock des Museums. Sie umfasst Gemälde, Skulpturen, Zeichnungen, Drucke, Fotografien und Bücher von akademisch ausgebildeten Künstlern des 19. und 20. Jahrhunderts. 1976 brachten Freunde seine Sammlung von Beirut in die USA. 1987 wurde das Museum offiziell gegründet.

## Sammlung
Das Dahesh Museum of Art beherbergt eine umfangreiche Sammlung von Gemälden, Zeichnungen, Aquarellen, Drucken, Fotografien, Skulpturen und Buchillustrationen berühmter europäischer und amerikanischer akademischer Künstler des 19. und frühen 20. Jahrhunderts. Die Sammlung umfasst Werke von Künstlern wie Jean-Achille Benouville, William-Adolphe Bouguereau, Rosa Bonheur, Alexandre Cabanel, Jean-Léon Gérôme, Frederic Leighton, Lawrence Alma-Tadema, Léon Lhermitte, Constant Troyon, Horace Vernet, Frederick Arthur Bridgman und Rudolf Ernst.
Die Kunstwerke greifen Motive auf, die sowohl in akademischen Kreisen als auch beim aufstrebenden Bürgertum, das die jährlichen Salons in den europäischen Metropolen besuchte, beliebt waren. Zu den bevorzugten Sujets gehörten prächtige Landschaften, exotische orientalische Szenen, detailreiche Tierdarstellungen, erhabene Themen aus Geschichte und Mythologie sowie intime Darstellungen des Alltagslebens. Die Vielfalt und der eklektische Charakter der Sammlung bieten einen wertvollen Einblick in die Kunstwelt des 19. Jahrhunderts und ihr reiches künstlerisches Erbe. Die Dauerausstellung des Museums wird ständig durch Neuerwerbungen, Schenkungen und Vermächtnisse erweitert.

### Akademische Kunst

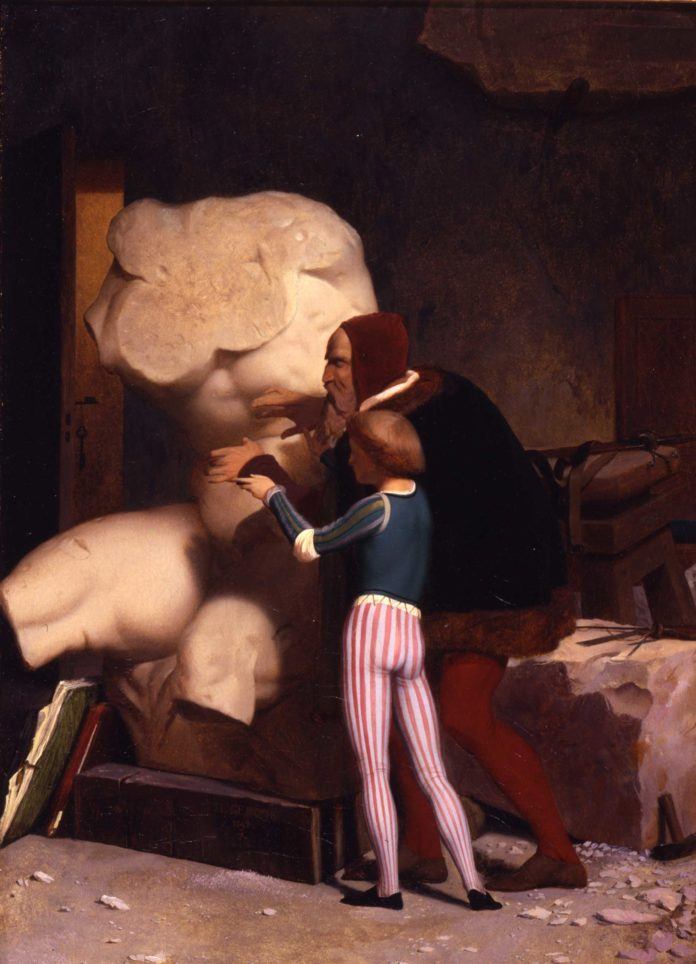
Jean-Léon Gérôme (1824–1904): Michelangelo wird der Torso des Belvedere gezeigt, 1849

Die akademische Kunst ist eine Kunstrichtung, die an den Kunstakademien Europas gelehrt wird. Sie basiert auf strengen Richtlinien, die künstlerische Disziplin, technische Perfektion und die Orientierung an klassischen Themen fördern. Diese Tradition, die ihren Ursprung in der italienischen Renaissance hat, erreichte ihren Höhepunkt im 19. Jahrhundert. Kunstakademien in Europa und darüber hinaus - auch in den USA, Australien und Lateinamerika - setzten hohe Standards für die künstlerische Ausbildung und Produktion.
Die bedeutendste akademische Kunstinstitution der Neuzeit war die 1648 gegründete Académie française. Sie beaufsichtigte die renommierte École des Beaux-Arts in Paris und organisierte die offiziellen Kunstausstellungen, die sogenannten Salons. Die Akademie legte eine strenge Hierarchie der Kunstgattungen fest: Die Historienmalerei (klassische, religiöse, mythologische und allegorische Themen) galt als höchste Gattung, gefolgt von Landschaften, Porträts, Stillleben und Genremalerei. Die akademische Kunst zeichnete sich durch eine glatte, detailreiche Ausführung ohne sichtbare Pinselstriche aus. Die höchste Auszeichnung, die ein Kunststudent in Frankreich erhalten konnte, war der Prix de Rome.
In der modernen Kunstgeschichtsschreibung wurde die akademische Kunst lange Zeit zugunsten moderner Bewegungen wie des Impressionismus oder der Avantgarde vernachlässigt. Neue Ausstellungen und Studien haben jedoch zu einer Wiederentdeckung dieser Tradition geführt, die heute von Sammlern, Wissenschaftlern und der Öffentlichkeit zunehmend geschätzt wird.

## Bedeutung und Kooperationen
Neben dem Sammeln und Ausstellen von Kunstwerken engagiert sich das Dahesh Museum of Art in Forschung und Lehre. Es veranstaltet regelmäßig Symposien und vergibt Preise wie den Mervat Zahid Cultural Foundation Prize, der 2024 für herausragende Beiträge im Bereich der Kunstgeschichte verliehen wurde. 
Durch seine Ausstellungen, Publikationen und Kooperationen mit renommierten Institutionen wie dem Musée d’Orsay, dem Louvre, dem Van Gogh Museum und der École des Beaux-Arts hat das Museum internationale Anerkennung erlangt. Es hat eine zentrale Rolle bei der Wiederentdeckung der akademischen Kunst gespielt und wird weiterhin von Kunsthistorikern, Sammlern und Künstlern geschätzt.